# Wilhelm von Scherff
Wilhelm Karl Friedrich Gustav Johann von Scherff (6 tháng 2 năm 1834 tại Frankfurt am Main – 16 tháng 4 năm 1911 tại Venezia) là một sĩ quan quân đội Phổ, đã được thăng đến cấp Thượng tướng Bộ binh, đồng thời là một tác giả quân sự. Ông đã từng tham gia chiến tranh thống nhất nước Đức.
Studien zur neuern Infanterietaktik (Khảo cứu về các chiến thuật bộ binh mới) của ông, ra đời sau cuộc Chiến tranh Pháp-Đức (1870 – 1871), là một công trình nghiên cứu quan trọng về chiến tranh đương đại. Trong tác phẩm này, Scherff, khi ấy là một Thiếu tá, nhấn mạnh tầm quan trọng của súng nạp hậu, tiên đoán sự kết thúc của các cuộc tấn công ồ ạt bằng bộ binh, và nhìn nhận sự hiệu quả ngày càng cao của việc phòng ngự, trong thời đại mà tầm bắn và sự chính xác ngày một tăng của các vũ khí pháo binh lẫn bộ binh khiến cho các chiến thuật tấn công cũ trở nên bất khả thi.

## Tiểu sử

### Thân thế
Wilhelm là con trai của Friedrich von Scherff (mất ngày 21 tháng 10 năm 1869 tại Wiesbaden) với người vợ của ông này là bà Karoline, họ von Arnoldi (21 tháng 12 năm 1794 tại Dillenburg – 24 tháng 12 năm 1868 tại Wiesbaden). Thân phụ của ông là Tư vấn Nhà nước và Đại sứ Hà Lan tại Hội đồng Liên bang (Bundestag) ở Frankfurt am Main.

### Sự nghiệp quân sự
Thuở trẻ, Scherff học các trường Trung học Chính quy (Gymnasien) tại quê nhà của mình và Wiesbaden. Vào ngày 16 tháng 10 năm 1849, ông trở thành một thiếu sinh quân tại Berlin, sau đó ông được chuyển vào Trung đoàn Bộ binh Cận vệ số 2 của quân đội Phổ với quân hàm Thiếu úy vào ngày 27 tháng 4 năm 1852. Để rèn luyện thêm, ông được lệnh vào học tại Trường Chiến tranh Tổng hợp (Allgemeine Kriegsschule) kể từ tháng 10 năm 1856 cho đến tháng 6 năm 1859, tiếp theo đó ông là sĩ quan phụ tá của Lữ đoàn đồn binh Phổ kể từ năm 1860 cho đến năm 1866. Về sau, ông tham chiến trong cuộc Chiến tranh Áo-Phổ năm 1866 và cuộc Chiến tranh Pháp-Đức (1870 – 1871) với vai trò là một sĩ quan tham mưu. Từ năm 1873 cho đến năm 1878, ông là Giảng viên Chiến thuật tại Học viện Quân sự.
Sau đó, Scherff là thành viên của Ủy ban Thường trực Biên giới (Grenzregulierungskommission) tại Bulgaria cho đến năm 1879, rồi về nước làm Trung đoàn trưởng của Trung đoàn Bộ binh số 29 "von Horn". Vào năm 1882, ông được ủy nhiệm chức Tham mưu trưởng của Quân đoàn XI, tiếp theo đó ông được phong cấp Lữ đoàn trưởng vào ngày 13 tháng 2 năm 1883. Với cấp bậc nay, Scherff giữ chức vụ Tư lệnh Lữ đoàn Bộ binh số 41 kể từ ngày 4 tháng 9 năm 1884 cho đến ngày 11 tháng 6 năm 1888, sau đó ông được phong chức Tư lệnh Sư đoàn số 33 tại Straßburg đồng thời được lên quân hàm Trung tướng. Ông giữ chức vụ này trong khoảng 1 năm, sau đó được đổi làm Tư lệnh của Sư đoàn số 18 vào ngày 17 tháng 6 năm 1889.
Mặc dù được các cấp trên của ông đề cử làm Tướng tư lệnh (Quân đoàn trưởng), tướng Scherff quyết định về hưu và vào ngày 14 tháng 2 năm 1891, ông được xuất ngũ (zur Disposition) với một khoản tiền lương đồng thời được phong cấp hàm danh dự (Charakter) Thượng tướng Bộ binh.
Vào năm 1911, Scherff từ trần tại Venezia trong một chuyến du ngoạn ở Ý.

### Gia đình
Vào ngày 19 tháng 12 năm 1882, tại Metz, tướng Scherff đã thành hôn với bà Elsa Ernestine Johanna von Holleben (sinh ngày 4 tháng 10 năm 1861 tại Trier). Cặp đôi này không có con.

## Tác phẩm
- Gymnastik und Fechtkunst in der Armee (Berlin 1858);
- Anleitung zum Betrieb der Gymnastik (nặc danh, Berlin 1861);
- Zur Taktik der Zündnadelinfanterie (Berlin 1863);
- Die Schlacht bei Beaune la Rolande (Berlin 1872);
- Studien zur neuern Infanterietaktik (Berlin 1873-74, 4 quyển);
- Zwei- oder dreigliederig? (Berlin 1874);
- Die Infanterie auf dem Exerzierplatz (Berlin 1875);
- Die Lehre von der Truppenverwendung als Vorschule für die Kunst der Truppenführung (Berlin 1876-79, 2 tập.; ấn bản lần thứ hai với tựa đề:
- Von der Kriegsführung, 1883);
- Einige taktische Grundsätze als Anhalt für die Ausbildung der Infanterie (Berlin 1879).